# 青山学院大学経済学部
青山学院大学経済学部（あおやまがくいんだいがくけいざいがくぶ）は、青山学院大学が設置する経済学部。

## 概要
青山学院大学経済学部は、1949年に新制大学として認可され、青山学院大学として発足した際に、文学部、工学部と共に置かれた商学部をルーツとする。1953年に商学部を現在の経済学部に改組、商学科、経済学科、第二経済学科が設置された。1966年、商学科が経営学部として独立。経営学部には商学科、経営学科、第二商学科、第二経営学科が置かれた。2008年、現代経済デザイン学科を新設、また、第二経済学科を廃止した。
青山学院大学経済学部は、経済学科、現代経済デザイン学科の2学科から形成される。

## 沿革
- 1874年 - ドーラ・E・スクーンメーカーにより麻布に女子学校が創設、後の青山学院のルーツの1つとなる
- 1881年 - 東京英学校ができる
- 1883年 - 東京英学校が青山に移り東京英和学校に改称
- 1894年 - 東京英和学校を青山学院に改称
- 1915年 - 高等科を高等部と改称
- 1916年 - 高等学部人文科・英語師範科・実業科を設置
- 1925年 - 高等学部実業科を商科と改称し、修業年限を4年とする
- 1935年 - 高等学部を文学部と高等商業学部に改組し、高等商業学部に商科を設置（高等学部の名称廃止）
- 1944年 - 専門部（文学部、高等商業学部）を閉鎖し、明治学院専門学校に合同
- 1946年 - 青山学院専門学校に英文科・経済科・機械科・土木建築科を設置
- 1949年 - 新制大学として認可、文学部、商学部、工学部を設置、商学部には商学科が置かれる
- 1953年 - 商学部を改組し経済学部を設置、経済学部には商学科、経済学科、第二経済学科が置かれる
- 1966年 - 商学科が経営学部として独立
- 2008年 - 現代経済デザイン学科を設置、第二経済学科を廃止

## 学部・学科
- 経済学部
  - 経済学科
  - 現代経済デザイン学科